# ブライトン・ビーチ駅 (BMTブライトン線)
ブライトン・ビーチ駅（Brighton Beach）はニューヨーク市地下鉄BMTブライトン線のターミナル駅である。ブルックリン区コニーアイランドのブライトン・ビーチ・コミュニティにあるブライトン・ビーチ・アベニューの上に設けられている。B系統が平日のみ、Q系統が終日停車する。

## 駅構造
| P ホーム階 | 南行 緩行線                                | ← コニー・アイランド-スティルウェル・アベニュー駅行き（オーシャン・パークウェイ駅）                   |
| P ホーム階 | 島式ホーム、到着番線に応じた側のドアが開く | |
| P ホーム階 | 南行 急行線                                | ← 当駅止まり → 平日：ベッドフォード・パーク・ブールバード駅、145丁目駅行き（シープスヘッド・ベイ駅）→ |
| P ホーム階 | 北行 急行線                                | ← 当駅止まり → 平日：ベッドフォード・パーク・ブールバード駅、145丁目駅行き（シープスヘッド・ベイ駅）→ |
| P ホーム階 | 島式ホーム、到着番線に応じた側のドアが開く | |
| P ホーム階 | 北行 緩行線                                | → 96丁目駅行き（シープスヘッド・ベイ駅）→                                                             |
| M          | 改札階                                     | 駅員詰所、メトロカード販売機                                                                          |
| G          | 地上階                                     | 出入口、非常口                                                                                        |

ブライトン・ビーチ駅は島式ホーム2面4線の駅で、平日のみ運行のB系統（ブライトン線-6番街線急行）が内側の急行線に到着し、終日運行のQ系統（ブライトン線各駅停車-ブロードウェイ線急行）は外側の緩行線に停車してコニー・アイランド-スティルウェル・アベニュー駅に向かっている。ホームには両端の一部を除いて全体に屋根がかけられている。急行線の上はさらに高架になっており、事務所および整備スペースとして使われている。
ブライトン・ビーチ駅には出入口が2か所あり、どちらも線路脇の高架駅舎の中にある。終日営業なのは北口で、各ホームとの間は階段で結ばれており、改札には広い待合スペースと自動改札機、トークン・ブースが設けられている。改札を出ると、通りに出る階段が3つあり、2つは駅舎のバルコニーに繋がっており、ブライトン7丁目 - ブライトン・ビーチ・アベニュー交差点の南東角・南西角に出ることができる。もう1つは同交差点の北西角に繋がっている。北東角には階段の代わりに細い上りエスカレーターが設けられている。
もう一つの駅舎には各ホームに繋がる1人幅の階段と、通りに下りる階段2本が設けられている。こちらの階段はブライトン5丁目-ブライトン6丁目の間のブライトン・ビーチ・アベニュー両側に下りることができる。トークン・ブースと通常の自動改札機は平日6時から21時までの営業で、それ以外の時間帯は2台のHEET自動改札機を利用する。
ブライトン・ビーチ駅とオーシャン・パークウェイ駅の間は6線になっており、両方向とも緩行線と急行線の間に留置線が設けられている。これは日中または始発前・終発後にB系統を留置するのに使われている。留置線はオーシャン・パークウェイ駅の先の車止めで終わっている。
駅の東側には渡り線と分岐器が設けられており、B系統の折り返しに利用されている。ブライトン線は北にカーブしてネプチューン・アベニューを跨いだあと築堤上を走り、シープスヘッド・ベイ駅に向かっている。
1990年代中盤-末にかけて修繕が行われ、通りに降りる階段には装飾的な日よけが設けられた。また、ダン・ジョージが1999年に制作した Mermaid/Dionysus and the Pirates というアルミ製の彫像が両方のホームに飾られた。

### 出入口
出入口が2か所あり、階段が4組設けられている。
- 北口：ブライトン7丁目 - コニーアイランド・アベニュー間に階段が設けられている。コニーアイランド・アベニュー沿いのブライトン・ビーチ北側には階段の代わりにエスカレーターが設置されている。
- 南口：ブライトン5丁目 - ブライトン6丁目間に出口が設けられている。

## 画像

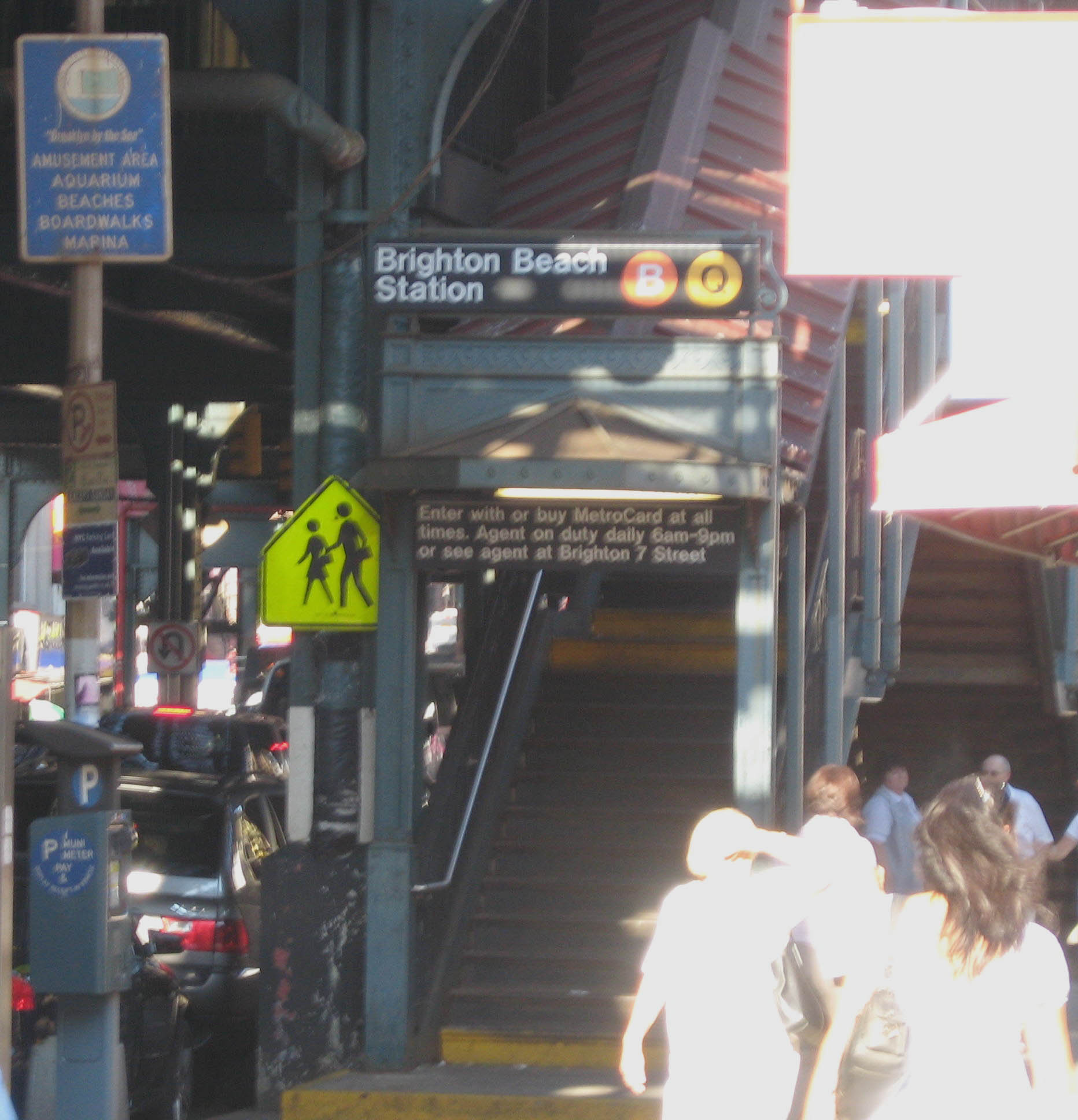
通りに面した階段
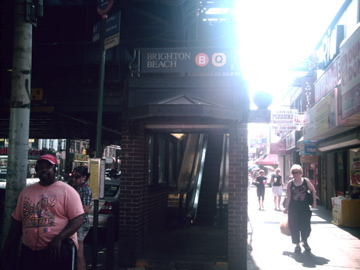
メザニン行きのエスカレーター
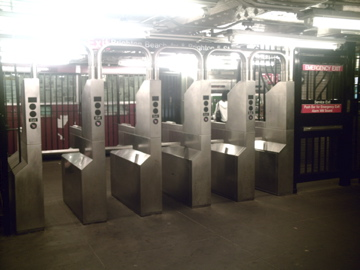
時間営業のメザニンにある自動改札機
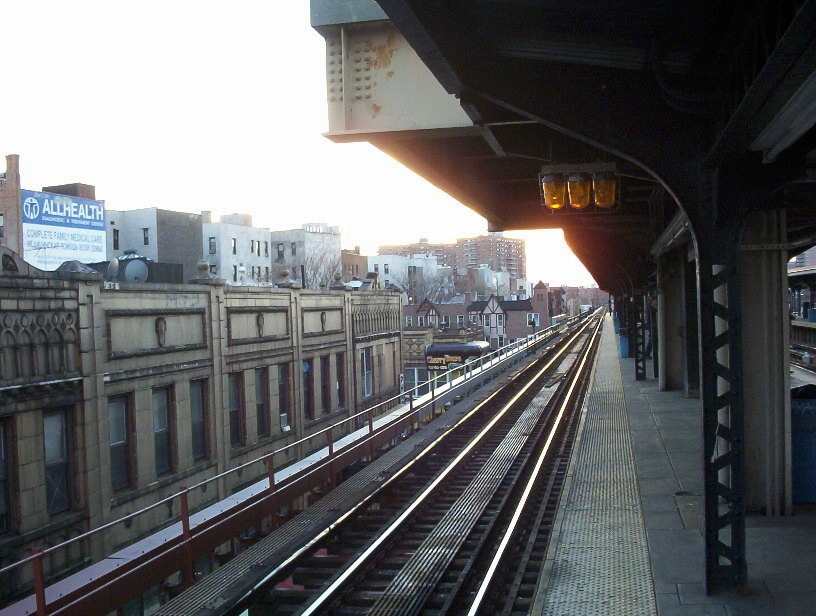
北行緩行線を見下ろす